# Sportverein Babelsberg 1903 2007-2008
Questa voce raccoglie le informazioni riguardanti il Sportverein Babelsberg 1903 nelle competizioni ufficiali della stagione 2007-2008.

## Stagione
Nella stagione 2007-2008 il Babelsberg, allenato da Rastislav Hodul e Dietmar Demuth, concluse il campionato di Regionalliga nord al 15º posto. In Coppa di Germania il Babelsberg fu eliminato al primo turno dal Duisburg.

## Rosa
| N. |                     | Ruolo | Calciatore       |
| -- | ------------------- | ----- | ---------------- |
| 1  | Germania (bandiera) | P     | Carsten Busch    |
| 2  | Germania (bandiera) | D     | Dirk Jonelat     |
| 3  | Germania (bandiera) | D     | Martin Neubert   |
| 5  | Germania (bandiera) | D     | Maik Neumann     |
| 6  | Germania (bandiera) | D     | Tom Mauersberger |
| 7  | Germania (bandiera) | D     | Matthias Rudolph |
| 8  | Germania (bandiera) | C     | Patrick Moritz   |
| 10 | Germania (bandiera) | C     | Sven Hartwig     |
| 11 | Tunisia (bandiera)  | A     | Aymen Ben-Hatira |
| 12 | Germania (bandiera) | P     | Sven Roggentin   |
| 14 | Croazia (bandiera)  | D     | Ivica Vukadin    |
| 15 | Germania (bandiera) | C     | Daniel Feller    |
| 16 | Germania (bandiera) | A     | Daniel Frahn     |

| N. |                                 | Ruolo | Calciatore       |
| -- | ------------------------------- | ----- | ---------------- |
| 17 | Germania (bandiera)             | C     | Julian Prochnow  |
| 18 | Germania (bandiera)             | C     | Jan Mutschler    |
| 19 | Svezia (bandiera)               | C     | Nadir Benchenaa  |
| 20 | Svezia (bandiera)               | A     | Christian Dreier |
| 21 | Slovenia (bandiera)             | C     | Slavomír Lukáč   |
| 22 | Germania (bandiera)             | C     | Manuel Stiefel   |
| 23 | Turchia (bandiera)              | C     | Gökhan Ahmetcik  |
| 25 | Bosnia ed Erzegovina (bandiera) | C     | Almedin Civa     |
| 26 | Camerun (bandiera)              | C     | Pascal Fofie     |
| 30 | Germania (bandiera)             | D     | Tobias Francisco |
| 31 | Germania (bandiera)             | D     | Bastian Zenk     |
| 33 | Germania (bandiera)             | C     | Björn Laars      |

## Organigramma societario
Area tecnica
- Allenatore: Dietmar Demuth
- Allenatore in seconda: Jens Härtel
- Preparatore dei portieri:
- Preparatori atletici:
- Analisi video:

## Calciomercato

### Sessione estiva
| Acquisti | Acquisti         | Acquisti          | Acquisti |
| R.       | Nome             | da                | Modalità |
| -------- | ---------------- | ----------------- | -------- |
| C        | Gökhan Ahmetcik  | Berliner AK 07    |          |
| C        | Daniel Feller    | Babelsberg II     |          |
| C        | Tim Felsenberg   | LFC Berlin        |          |
| A        | Daniel Frahn     | Hertha Berlino II |          |
| D        | Dirk Jonelat     | Hansa Rostock     |          |
| D        | Tom Mauersberger | Hansa Rostock II  |          |
| C        | Manuel Stiefel   | Plauen            |          |
| A        | Ibrahim Türkkan  | Berliner AK 07    |          |

| Cessioni | Cessioni        | Cessioni        | Cessioni |
| R.       | Nome            | a               | Modalità |
| -------- | --------------- | --------------- | -------- |
| A        | Jack Grubert    | Preußen Berlino |          |
| D        | Robert Littmann | BFC Dynamo      |          |
| P        | Sebastian Rauch | Babelsberg II   |          |
| C        | Andre Zielke    | Optik Rathenow  |          |

### Sessione invernale
| Acquisti | Acquisti         | Acquisti            | Acquisti |
| R.       | Nome             | da                  | Modalità |
| -------- | ---------------- | ------------------- | -------- |
| A        | Christian Dreier | AFC Eskilstuna      |          |
| C        | Nadir Benchenaa  | Gröndals IK         |          |
| C        | Almedin Civa     | Yeşilyurt           |          |
| C        | Pascal Fofie     | Germania Schöneiche |          |

| Cessioni | Cessioni        | Cessioni      | Cessioni |
| R.       | Nome            | a             | Modalità |
| -------- | --------------- | ------------- | -------- |
| C        | Tim Felsenberg  | LFC Berlin    |          |
| A        | Shergo Biran    | Union Berlino |          |
| C        | Patrick Deupert | LFC Berlin    |          |
| C        | Markus Goede    | Babelsberg II |          |

## Risultati

### Regionalliga

#### Girone di andata
| Potsdam 28 luglio 2007, ore 14:00 CEST 1ª giornata | Babelsberg | 0 – 0 referto | Borussia Dortmund II | Stadio Karl Liebknecht (2 175 spett.)\| Arbitro: \| Rafati \| |
| Arbitro:                                           | Rafati     |               |                      |                                                               |

| Arbitro: | Winkmann |

|                                |           |                   |
| Vujanović 22’, 83’ Neitzel 42’ | Marcatori | 70’ (rig.) Moritz |

| Arbitro: | Gerber |

|                               |           |                         |
| Biran 11’, 47’ Ben-Hatira 53’ | Marcatori | 62’ Tunc 88’ Proschwitz |

| Arbitro: | Bandurski |

|                   |           |                            |
| Neumann 6’ (aut.) | Marcatori | 67’, 69’ Biran 90’ Stiefel |

| 25 agosto 2007 5ª giornata |  | – turno di riposo |  |  |

| Arbitro: | Schumacher |

|                |           |             |
| Felsenberg 47’ | Marcatori | 77’ Bunjaku |

| Arbitro: | Frank |

|                 |           |             |
| Patschinski 30’ | Marcatori | 81’ Türkkan |

| Arbitro: | Henschel |

|           |           |                                         |
| Biran 27’ | Marcatori | 60’ (rig.), 76’ Guié-Mien 67’ Güvenışık |

| Arbitro: | Steinhaus-Webb |

|                                                    |           |  |
| Stuckmann 13’ Damm 22’ Sağlık 47’ (rig.) Dogan 73’ | Marcatori |  |

| Arbitro: | Helwig |

|                  |           |                      |
| Mauersberger 61’ | Marcatori | 6’ Heider 35’ Grundt |

| Arbitro: | Hammer |

|  |           |            |
|  | Marcatori | 62’ Moritz |

| Arbitro: | Trautmann |

|            |           |                                       |
| Moritz 76’ | Marcatori | 33’ (aut.) Neumann 44’, 59’ Zimmerman |

| Arbitro: | Joerend |

|                             |           |                               |
| Wagefeld 72’ Dobrý 80’, 90’ | Marcatori | 24’ (rig.) Moritz 85’ Hartwig |

| Arbitro: | Preuß |

|  |           |            |
|  | Marcatori | 35’ Mainka |

| Arbitro: | Seemann |

|                      |           |           |
| Jarakovic 76’ (rig.) | Marcatori | 62’ Biran |

| Arbitro: | Schumacher |

|           |           |  |
| Frahn 36’ | Marcatori |  |

| Arbitro: | Metzen |

|                                  |           |                |
| Lüttmann 11’ Kaya 53’ Müller 57’ | Marcatori | 49’, 60’ Biran |

| Arbitro: | Thielert |

|                                       |           |  |
| Biran 57’ Frahn 74’ Moritz 82’ (rig.) | Marcatori |  |

| Arbitro: | Fischer |

|                                         |           |  |
| Heithölter 48’ Stahlberg 80’ Toborg 90’ | Marcatori |  |

#### Girone di ritorno
| Arbitro: | Preuß |

|             |           |  |
| Senesie 75’ | Marcatori |  |

| Arbitro: | Gorniak |

|             |           |              |
| Neubert 78’ | Marcatori | 6’ Vujanović |

| Wolfsburg 15 febbraio 2008, ore 19:30 CET 22ª giornata | Wolfsburg II | 0 – 0 referto | Babelsberg | VfL-Stadion am Elsterweg (250 spett.)\| Arbitro: \| Schumacher \| |
| Arbitro:                                               | Schumacher   |               |            |                                                                   |

| Arbitro: | Kuhl |

|          |           |                           |
| Civa 82’ | Marcatori | 24’ Năstase 51’ Washausen |

| 1º marzo 2008 24ª giornata |  | – turno di riposo |  |  |

| Arbitro: | Preuß |

|              |           |                |
| Hauswald 51’ | Marcatori | 86’ Ben-Hatira |

| Arbitro: | Winkmann |

|  |           |                         |
|  | Marcatori | 14’ Stuff 44’, 66’ Heun |

| Arbitro: | Gorniak |

|            |           |                       |
| Brandy 14’ | Marcatori | 62’ Frahn 75’ Hartwig |

| Arbitro: | Steuer |

|             |           |  |
| Hartwig 79’ | Marcatori |  |

| Brema 5 aprile 2008, ore 14:00 CEST 29ª giornata | Werder Brema II | 0 – 0 referto | Babelsberg | Weserstadion - Platz 11 (300 spett.)\| Arbitro: \| Helwig \| |
| Arbitro:                                         | Helwig          |               |            |                                                              |

| Arbitro: | Fischer |

|  |           |            |
|  | Marcatori | 89’ Hensel |

| Amburgo 19 aprile 2008, ore 14:00 CEST 31ª giornata | Amburgo II | 0 – 0 referto | Babelsberg | Wolfgang-Meyer-Sportanlage (450 spett.)\| Arbitro: \| Stieler \| |
| Arbitro:                                            | Stieler    |               |            |                                                                  |

| Arbitro: | Schalk |

|  |           |                  |
|  | Marcatori | 78’ (rig.) Ulich |

| Arbitro: | Bauer |

|           |           |                         |
| Mainka 4’ | Marcatori | 9’, 90’ Frahn 22’ Laars |

| Potsdam 7 maggio 2008, ore 19:00 CEST 34ª giornata | Babelsberg | 0 – 0 referto | Magdeburgo | Stadio Karl Liebknecht (4 253 spett.)\| Arbitro: \| Steinberg \| |
| Arbitro:                                           | Steinberg  |               |            |                                                                  |

| Arbitro: | Greth |

|            |           |  |
| Müller 17’ | Marcatori |  |

| Arbitro: | Kampka |

|             |           |                                        |
| Hartwig 71’ | Marcatori | 13’, 58’ Robben 14’ Kaya 19’ Schlieter |

| Arbitro: | Hartmann |

|                  |           |  |
| Lawarée 45’, 81’ | Marcatori |  |

| Arbitro: | Schmidt |

|                       |           |                                    |
| Heithölter 86’ (aut.) | Marcatori | 42’ Gibson 50’ Großkreutz 66’ Reus |

### Coppa di Germania
| Arbitro: | Schriever |

|  |           |                                         |
|  | Marcatori | 68’, 88’ Ishiaku 72’ Georgiev 81’ Lamey |

## Statistiche

### Statistiche di squadra
| Competizione      | Punti | In casa | In casa | In casa | In casa | In casa | In casa | In trasferta | In trasferta | In trasferta | In trasferta | In trasferta | In trasferta | Totale | Totale | Totale | Totale | Totale | Totale | DR  |
| Competizione      | Punti | G       | V       | N       | P       | Gf      | Gs      | G            | V            | N            | P            | Gf           | Gs           | G      | V      | N      | P      | Gf     | Gs     | DR  |
| ----------------- | ----- | ------- | ------- | ------- | ------- | ------- | ------- | ------------ | ------------ | ------------ | ------------ | ------------ | ------------ | ------ | ------ | ------ | ------ | ------ | ------ | --- |
| Regionalliga nord | 34    | 18      | 4       | 4       | 10      | 16      | 27      | 18           | 4            | 6            | 8            | 17           | 26           | 36     | 8      | 10     | 18     | 33     | 53     | -20 |
| Coppa di Germania | -     | 1       | 0       | 0       | 1       | 0       | 4       | 0            | 0            | 0            | 0            | 0            | 0            | 1      | 0      | 0      | 1      | 0      | 4      | -4  |
| Totale            | 34    | 19      | 4       | 4       | 11      | 16      | 31      | 18           | 4            | 6            | 8            | 17           | 26           | 37     | 8      | 10     | 19     | 33     | 57     | -24 |

### Andamento in campionato
| Giornata  | 1 | 2  | 3 | 4 | 5 | 6 | 7 | 8  | 9  | 10 | 11 | 12 | 13 | 14 | 15 | 16 | 17 | 18 | 19 | 20 | 21 | 22 | 23 | 24 | 25 | 26 | 27 | 28 | 29 | 30 | 31 | 32 | 33 | 34 | 35 | 36 | 37 | 38 |
| --------- | - | -- | - | - | - | - | - | -- | -- | -- | -- | -- | -- | -- | -- | -- | -- | -- | -- | -- | -- | -- | -- | -- | -- | -- | -- | -- | -- | -- | -- | -- | -- | -- | -- | -- | -- | -- |
| Luogo     | C | T  | C | T |   | C | T | C  | T  | C  | T  | C  | T  | C  | T  | C  | T  | C  | T  | T  | C  | T  | C  |    | T  | C  | T  | C  | T  | C  | T  | C  | T  | C  | T  | C  | T  | C  |
| Risultato | N | P  | V | V |   | N | N | P  | P  | P  | V  | P  | P  | P  | N  | V  | P  | V  | P  | P  | N  | N  | P  |    | N  | P  | V  | V  | N  | P  | N  | P  | V  | N  | P  | P  | P  | P  |
| Posizione | 9 | 14 | 9 | 7 | 8 | 8 | 9 | 12 | 15 | 15 | 14 | 15 | 16 | 17 | 17 | 16 | 17 | 15 | 15 | 15 | 15 | 16 | 16 | 16 | 17 | 17 | 16 | 14 | 15 | 15 | 15 | 15 | 15 | 15 | 15 | 15 | 15 | 15 |

Legenda:

Luogo: C = Casa; T = Trasferta. Risultato: V = Vittoria; N = Pareggio; P = Sconfitta.

### Statistiche dei giocatori
| Giocatore       | Regionalliga nord | Regionalliga nord | Regionalliga nord | Regionalliga nord | Coppa di Germania | Coppa di Germania | Coppa di Germania | Coppa di Germania | Totale   | Totale | Totale      | Totale     |
| Giocatore       | Presenze          | Reti              | Ammonizioni       | Espulsioni        | Presenze          | Reti              | Ammonizioni       | Espulsioni        | Presenze | Reti   | Ammonizioni | Espulsioni |
| --------------- | ----------------- | ----------------- | ----------------- | ----------------- | ----------------- | ----------------- | ----------------- | ----------------- | -------- | ------ | ----------- | ---------- |
| G. Ahmetcik     | 22                | 0                 | 6                 | 0                 | 1                 | 0                 | 0                 | 0                 | 23       | 0      | 6           | 0          |
| A. Ben-Hatira   | 29                | 2                 | 1                 | 1                 | 1                 | 0                 | 0                 | 0                 | 30       | 2      | 1           | 1          |
| N. Benchenaa    | 5                 | 0                 | 0                 | 0                 | 0                 | 0                 | 0                 | 0                 | 5        | 0      | 0           | 0          |
| S. Biran        | 16                | 9                 | 7                 | 0                 | 1                 | 0                 | 0                 | 0                 | 17       | 9      | 7           | 0          |
| C. Busch        | 29                | 0                 | 2                 | 1                 | 1                 | 0                 | 0                 | 0                 | 30       | 0      | 2           | 1          |
| A. Civa         | 16                | 1                 | 3                 | 0                 | 0                 | 0                 | 0                 | 0                 | 16       | 1      | 3           | 0          |
| C. Dreier       | 1                 | 0                 | 0                 | 0                 | 0                 | 0                 | 0                 | 0                 | 1        | 0      | 0           | 0          |
| D. Feller       | 0                 | 0                 | 0                 | 0                 | 0                 | 0                 | 0                 | 0                 | 0        | 0      | 0           | 0          |
| T. Felsenberg   | 4                 | 1                 | 0                 | 0                 | 0                 | 0                 | 0                 | 0                 | 4        | 1      | 0           | 0          |
| P. Fofie        | 3                 | 0                 | 0                 | 0                 | 0                 | 0                 | 0                 | 0                 | 3        | 0      | 0           | 0          |
| D. Frahn        | 28                | 5                 | 10                | 1                 | 0                 | 0                 | 0                 | 0                 | 28       | 5      | 10          | 1          |
| T. Francisco    | 1                 | 0                 | 0                 | 0                 | 0                 | 0                 | 0                 | 0                 | 1        | 0      | 0           | 0          |
| S. Hartwig      | 31                | 4                 | 7                 | 0                 | 1                 | 0                 | 0                 | 0                 | 32       | 4      | 7           | 0          |
| D. Jonelat      | 32                | 0                 | 0                 | 0                 | 1                 | 0                 | 0                 | 0                 | 33       | 0      | 0           | 0          |
| B. Laars        | 31                | 1                 | 4                 | 0                 | 1                 | 0                 | 1                 | 0                 | 32       | 1      | 5           | 0          |
| S. Lukáč        | 33                | 0                 | 7                 | 0                 | 1                 | 0                 | 0                 | 0                 | 34       | 0      | 7           | 0          |
| T. Mauersberger | 25                | 1                 | 8                 | 0                 | 0                 | 0                 | 0                 | 0                 | 25       | 1      | 8           | 0          |
| P. Moritz       | 36                | 5                 | 5                 | 0                 | 1                 | 0                 | 1                 | 0                 | 37       | 5      | 6           | 0          |
| J. Mutschler    | 10                | 0                 | 3                 | 0                 | 0                 | 0                 | 0                 | 0                 | 10       | 0      | 3           | 0          |
| M. Neubert      | 18                | 1                 | 5                 | 2                 | 1                 | 0                 | 0                 | 0                 | 19       | 1      | 5           | 2          |
| M. Neumann      | 12                | 0                 | 1                 | 0                 | 1                 | 0                 | 0                 | 0                 | 13       | 0      | 1           | 0          |
| J. Prochnow     | 15                | 0                 | 5                 | 0                 | 0                 | 0                 | 0                 | 0                 | 15       | 0      | 5           | 0          |
| S. Roggentin    | 8                 | 0                 | 0                 | 0                 | 0                 | 0                 | 0                 | 0                 | 8        | 0      | 0           | 0          |
| M. Rudolph      | 35                | 0                 | 3                 | 0                 | 1                 | 0                 | 0                 | 0                 | 36       | 0      | 3           | 0          |
| M. Stiefel      | 30                | 1                 | 6                 | 0                 | 1                 | 0                 | 0                 | 0                 | 31       | 1      | 6           | 0          |
| I. Türkkan      | 9                 | 1                 | 1                 | 0                 | 1                 | 0                 | 0                 | 0                 | 10       | 1      | 1           | 0          |
| I. Vukadin      | 4                 | 0                 | 0                 | 0                 | 0                 | 0                 | 0                 | 0                 | 4        | 0      | 0           | 0          |
| B. Zenk         | 16                | 0                 | 5                 | 0                 | 0                 | 0                 | 0                 | 0                 | 16       | 0      | 5           | 0          |